# Vervezelle
Vervezelle é uma comuna francesa na região administrativa de Grande Leste, no departamento de Vosges. Estende-se por uma área de 1,92 km². Em 2010 a comuna tinha 136 habitantes (densidade: 70,8 hab./km²).